# Храм Покрова Пресвятой Богородицы (Регенсбург)
Храм Покрова Пресвятой Богородицы — православный храм в юрисдикции Берлинской и Германской епархии Русской православной церкви за рубежом. Расположен в городе Регенсбурге, области Верхний Пфальц, Бавария, Германия.

## История

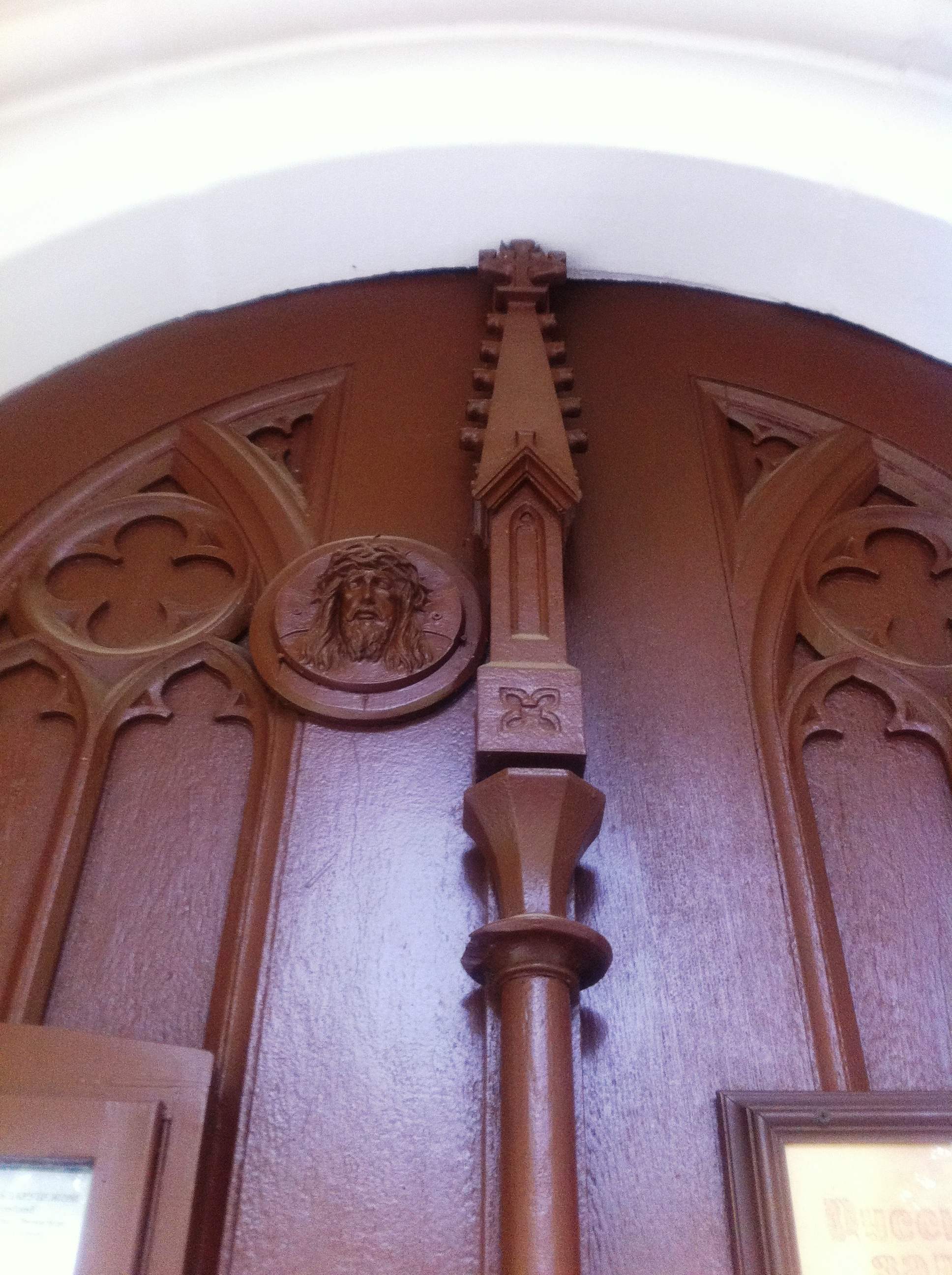
Элемент декора входной двери в храм

Приход был основан в июне 1945 года. Об этом впервые упомянуто в письме протоиерея Василия Лебедева митрополиту Серафиму (Ляде) с прошением признать общину и включить её в Германскую епархию.
В октябре 1946 года православная община подала заявление в городской муниципалитет с просьбой о получении в пользование бывшей кладбищенской часовни в Городском Парке на Прюфенингерштрассе, построенное в 1836 году, но пустовавшее с 1936 года. Решением городской администрации здание было передано Покровскому приходу при условии, что в часовне будет произведён ремонт, а в дальнейшем здание будет поддерживаться в должном состоянии.
Первые четыре-пять лет при приходе действовали детский сад, начальная школа, языковые курсы для взрослых, русская библиотека, общество следопытов, юридическая консультация, медпункт, народная столовая, услугами которых пользовались около двух тысяч прихожан, проживавших в Регенсбурге и его окрестностях.
В настоящее время в церкви совершает служение иерей Виктор Вдовиченко, а старостой является Александр Егер.